# Tobias Badila
Tobias Badila Kouendolo (Digione, 12 maggio 1993) è un ex calciatore francese naturalizzato congolese (Repubblica del Congo), di ruolo difensore.

## Statistiche

### Presenze e reti nei club
Statistiche aggiornate al 28 settembre 2019.
| Stagione        | Squadra         | Campionato      | Campionato | Campionato | Coppe nazionali | Coppe nazionali | Coppe nazionali | Coppe continentali | Coppe continentali | Coppe continentali | Altre coppe | Altre coppe | Altre coppe | Totale | Totale |
| Stagione        | Squadra         | Comp            | Pres       | Reti       | Comp            | Pres            | Reti            | Comp               | Pres               | Reti               | Comp        | Pres        | Reti        | Pres   | Reti   |
| --------------- | --------------- | --------------- | ---------- | ---------- | --------------- | --------------- | --------------- | ------------------ | ------------------ | ------------------ | ----------- | ----------- | ----------- | ------ | ------ |
| 2012-2013       | Nancy           | L1              | 0          | 0          | CF+CdL          | 1+0             | 0+0             | -                  | -                  | -                  | -           | -           | -           | 1      | 0      |
| 2013-2014       | Nancy           | L2              | 7          | 0          | CF+CdL          | 0+2             | 0+0             | -                  | -                  | -                  | -           | -           | -           | 9      | 0      |
| 2014-2015       | Nancy           | L2              | 8          | 1          | CF+CdL          | 1+2             | 0+0             | -                  | -                  | -                  | -           | -           | -           | 11     | 1      |
| 2015-2016       | Nancy           | L2              | 8          | 1          | CF+CdL          | 1+2             | 0+0             | -                  | -                  | -                  | -           | -           | -           | 11     | 1      |
| 2016-2017       | Nancy           | L1              | 26         | 1          | CF+CdL          | 0+2             | 0+0             | -                  | -                  | -                  | -           | -           | -           | 28     | 1      |
| 2017-2018       | Nancy           | L2              | 30         | 0          | CF+CdL          | 2+2             | 0+0             | -                  | -                  | -                  | -           | -           | -           | 34     | 0      |
| 2018-2019       | Nancy           | L2              | 0          | 0          | CF+CdL          | 0+0             | 0+0             | -                  | -                  | -                  | -           | -           | -           | 0      | 0      |
| Totale Nancy    | Totale Nancy    | Totale Nancy    | 79         | 3          |                 | 15              | 0               |                    | -                  | -                  |             | -           | -           | 94     | 3      |
| Totale carriera | Totale carriera | Totale carriera | 79         | 3          |                 | 15              | 0               |                    | -                  | -                  |             | -           | -           | 94     | 3      |

### Cronologia presenze e reti in nazionale
| Cronologia completa delle presenze e delle reti in nazionale ― Rep. del Congo | Cronologia completa delle presenze e delle reti in nazionale ― Rep. del Congo | Cronologia completa delle presenze e delle reti in nazionale ― Rep. del Congo | Cronologia completa delle presenze e delle reti in nazionale ― Rep. del Congo | Cronologia completa delle presenze e delle reti in nazionale ― Rep. del Congo | Cronologia completa delle presenze e delle reti in nazionale ― Rep. del Congo | Cronologia completa delle presenze e delle reti in nazionale ― Rep. del Congo | Cronologia completa delle presenze e delle reti in nazionale ― Rep. del Congo |
| Data                                                                          | Città                                                                         | In casa                                                                       | Risultato                                                                     | Ospiti                                                                        | Competizione                                                                  | Reti                                                                          | Note                                                                          |
| ----------------------------------------------------------------------------- | ----------------------------------------------------------------------------- | ----------------------------------------------------------------------------- | ----------------------------------------------------------------------------- | ----------------------------------------------------------------------------- | ----------------------------------------------------------------------------- | ----------------------------------------------------------------------------- | ----------------------------------------------------------------------------- |
| 10-6-2017                                                                     | Kinshasa                                                                      | RD del Congo                                                                  | 3 – 1                                                                         | Rep. del Congo                                                                | Qual. Coppa d'Africa 2019                                                     | -                                                                             |                                                                               |
| 1-9-2017                                                                      | Kumasi                                                                        | Ghana                                                                         | 1 – 1                                                                         | Rep. del Congo                                                                | Qual. Mondiali 2018                                                           | -                                                                             |                                                                               |
| 5-9-2017                                                                      | Brazzaville                                                                   | Rep. del Congo                                                                | 1 – 5                                                                         | Ghana                                                                         | Qual. Mondiali 2018                                                           | -                                                                             |                                                                               |
| 8-10-2017                                                                     | Alessandria                                                                   | Egitto                                                                        | 2 – 1                                                                         | Rep. del Congo                                                                | Qual. Mondiali 2018                                                           | -                                                                             | 31’                                                                           |
| 12-11-2017                                                                    | Brazzaville                                                                   | Rep. del Congo                                                                | 1 – 1                                                                         | Uganda                                                                        | Qual. Mondiali 2018                                                           | -                                                                             |                                                                               |
| Totale                                                                        |                                                                               | Presenze                                                                      | 5                                                                             |                                                                               | Reti                                                                          | 0                                                                             |                                                                               |

## Palmarès

### Club

#### Competizioni nazionali
- Ligue 2: 1

Nancy: 2015-2016